# NGC 170
NGC 170 je galaksija u zviježđu Kit.

## Vanjske poveznice
- SEDS: NGC 0170